# Nowa Cerekwia
Nowa Cerekwia (deutsch Deutsch Neukirch, tschechisch Německá Cerekve) ist eine Ortschaft in Oberschlesien. Der Ort liegt in der Gmina Kietrz im Powiat Głubczycki in der Woiwodschaft Opole in Polen.

## Geographie

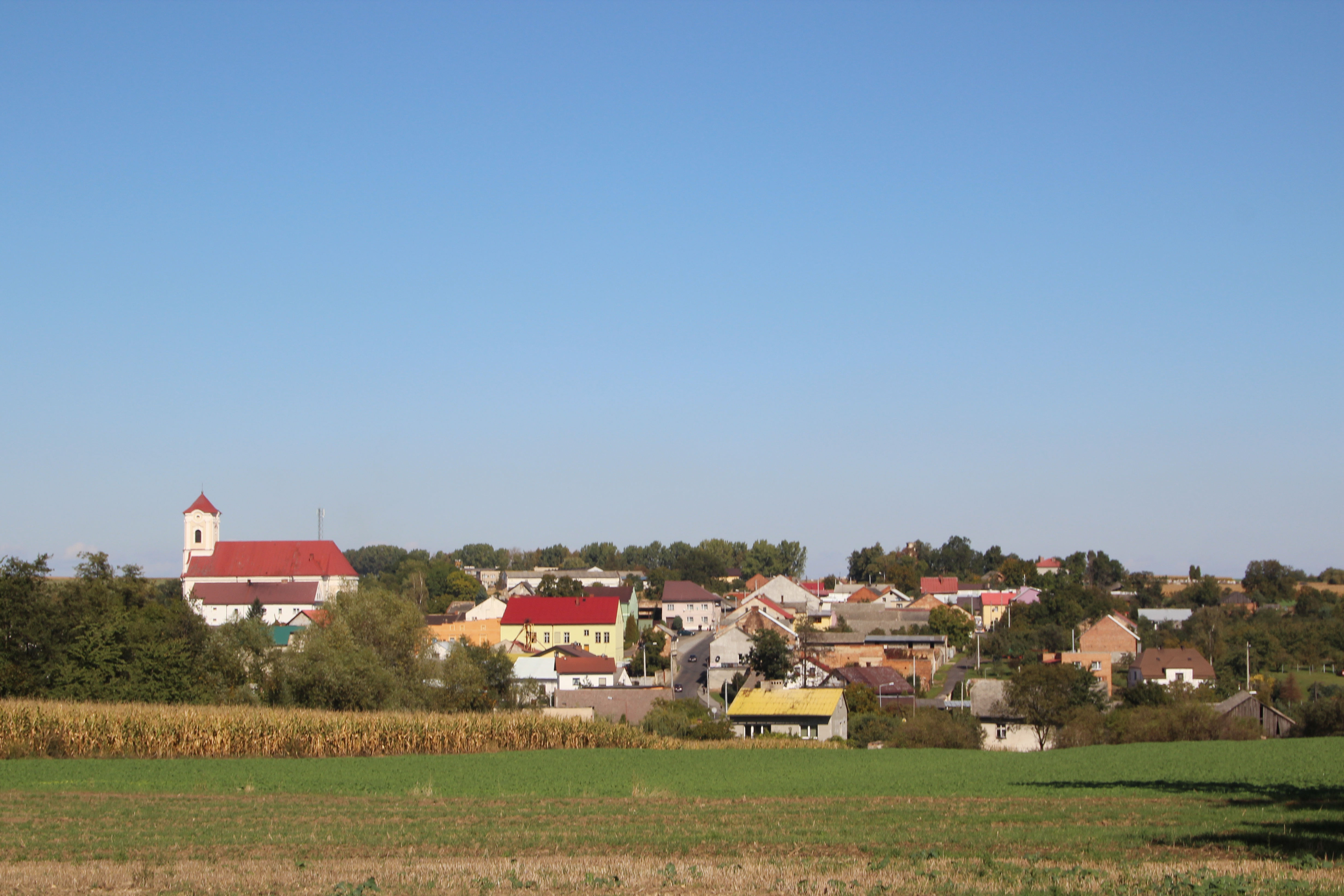
Blick über Nowa Cerekwia

### Geographische Lage
Nowa Cerekwia liegt sechs Kilometer westlich des Gemeindesitzes Kietrz, 16 Kilometer südöstlich der Kreisstadt Głubczyce (Leobschütz) sowie 78 Kilometer südlich der Woiwodschaftshauptstadt Opole (Oppeln). Er gehört zur Nizina Śląska (Schlesische Tiefebene) innerhalb der Płaskowyż Głubczycki (Leobschützer Lößhügelland) und wird von der Troja durchflossen. Der Ort liegt an der stillgelegten Bahnstrecke Baborów–Opava.

### Nachbarorte
Nachbarorte von Nowa Cerekwia sind im Osten Kozłówki (Kösling), im Südosten Chróścielów (Krastillau), im Westen Rogożany (Rosen), im Norden Sucha Psina (Zauchwitz) und im Nordosten Księże Pole (Knispel).

## Geschichte

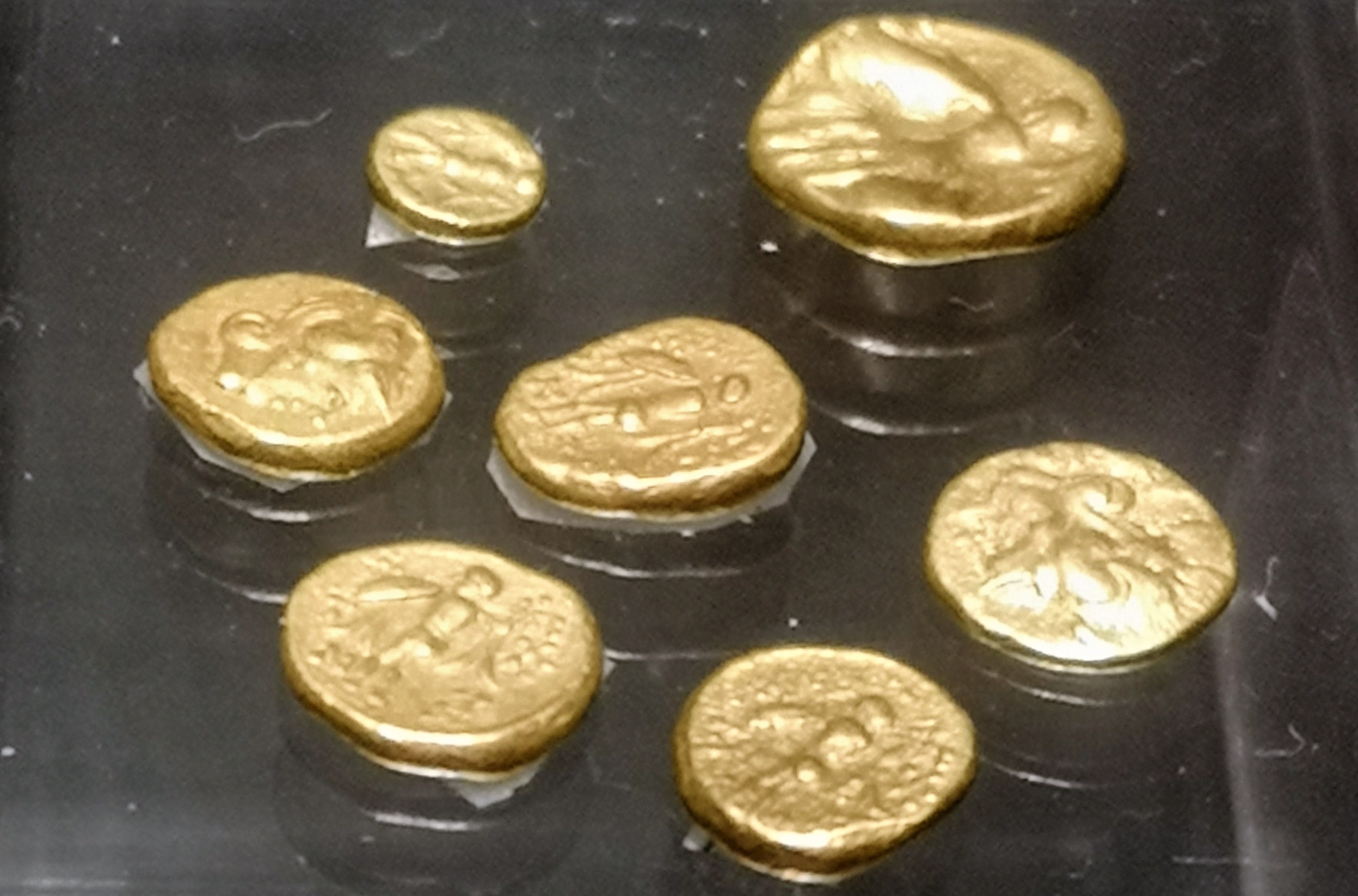
Römische Münzen, welche bei Deutsch Neukirch gefunden wurden

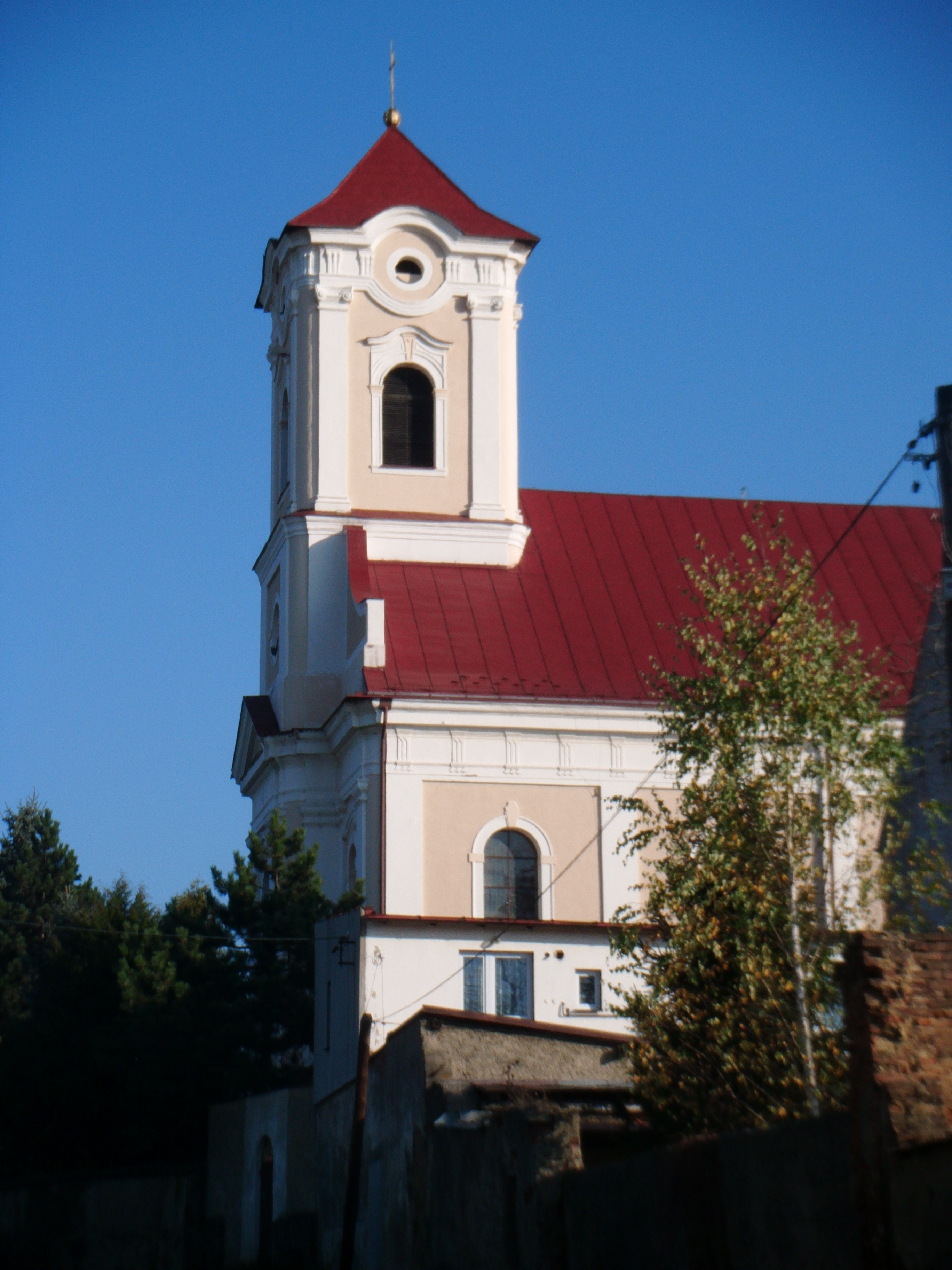
Kirche St. Peter und Paul

Die Gegend um Nowa Cerekwia war bereits in der Steinzeit besiedelt. Bei archäologischen Ausgrabungen wurden zahlreichen Scherben und Tongefäße aus dieser Zeit entdeckt. Bei archäologischen Arbeiten in einem naheliegenden Steinbruch wurde ein Tonbrandofen mit einem Durchmesser von 2 m gefunden, welcher aus der Zeit der Kelten stammt. Nordöstlich des Ortes wurden in den Feldern zahlreiche römische Münzen aus der Zeit von 100–200 n. Chr. entdeckt.
Die Siedlung selber entstand nach 1200. Die Ortschaft wurde nach deutschem Recht gegründet. Erstmals erwähnt wurde der Ort 1234 als Noweczerkowie. 1266 wurde der Ort als Nouuenkirchen erwähnt. 1267 sowie 1296, 1377, 1341 und 1352 erfolgte die Erwähnung als civitas Nova Ecclesia. Der Ortsname leitet sich vom slavischen Substantiv cerekiwe (dt. Kirche) ab. Der Namenszusatz Deutsch kam erst später hinzu als Unterschied zum gleichnamigen Dorf Groß Neukirch im Landkreis Kosel.
Im Mittelalter entwickelte sich die Siedlung zu einem blühenden Marktflecken, welcher aber 1428 beim Hussiteneinfall vollkommen zerstört wurde. 1550 wurde der Ort protestantisch, um 1620 setzte die Gegenreformation ein und Nowa Cerekwia wurde wieder katholisch. Im Dreißigjährigen Krieg wurde der Ort geplündert und niedergebrannt. 1666 zerstörte erneut ein Feuer den gesamten Ort. 1688 entstand auf dem Friedhof die Wenzelkirche.
Nach dem Ersten Schlesischen Krieg 1742 fiel Deutsch Neukirch mit dem größten Teil Schlesiens an Preußen. Zwischen 1786 und 1788 wurde unter dem Pfarrer Anton Proske die katholische Pfarrkirche errichtet.
Nach der Neuorganisation der Provinz Schlesien gehörte die Landgemeinde Deutsch Neukirch ab 1816 zum Landkreis Leobschütz im Regierungsbezirk Oppeln. 1826 zerstörte erneut ein Feuer den Ort. Das Pfarrhaus, die Schule sowie 140 weitere Häuser fielen den Flammen zum Opfer. 1845 bestanden im Dorf eine katholische Pfarrkirche, eine katholische Schule, ein Schloss, ein Pfarrhaus, drei Wassermühlen, zwei Brennerei und 83 Häuser. Im gleichen Jahr lebten in Deutsch Neukirch 1018 Menschen, davon zwei evangelisch und sechs jüdisch. 1861 zählte Deutsch Neukirch 41 Groß- und Kleinbürger, 18 Gärtner und 87 Häuslerfamilien. 1874 wurde der Amtsbezirk Deutsch Neukirch gegründet, welcher die Landgemeinden Bieskau, Deutsch Neukirch, Kösling und Rosen umfasste. Erster Amtsvorsteher war der Kaufmann Schneider in Deutsch Neukirch.
Bei der Volksabstimmung in Oberschlesien am 20. März 1921 stimmten in Deutsch Neukirch 826 Personen für einen Verbleib bei Deutschland und 1 für Polen. Deutsch Neukirch verblieb wie der gesamte Stimmkreis Leobschütz beim Deutschen Reich. 1925 zählte der Ort 884 Einwohner. Am 1. April 1937 erfolgte der Zusammenschluss der Ortschaften Deutsch Neukirch und Bieskau zur neuen Gemeinde Altstett. Bis 1945 gehörte der Ort zum Landkreis Leobschütz. Die ersten Kampfhandlungen des Zweiten Weltkrieges erreichten den Ort Mitte März 1945. Am 18. März 1945 flogen sowjetische Flieger über Altstett und ließen zahlreiche Phosphorbrandbomben niedergehen. Zahlreiche Häuser wurden dabei zerstört. Die Bevölkerung floh am darauffolgenden Tag dem 19. März 1945 in Richtung Sudetenland. Die Front verlief tagelang in der Nähe von Altstett. Durch anhaltenden Artilleriebeschuss wurden weiter zahlreiche Gebäude zerstört. Die katholische Pfarrkirche erlitt dabei heftige Treffer. Der Turm sowie der Dachstuhl wurden zerstört. Die Friedhofskirche St. Wenzel wurde ebenfalls zerstört. Am Karsamstag rückte die Rote Armee im Ort ein. Die im Ort verbliebenen Menschen wurden vergewaltigt und ermordet.
Als Folge des Zweiten Weltkrieges kam der Ort 1945 an Polen, wurde zunächst in Stara Cerekwia umbenannt und der Woiwodschaft Schlesien angeschlossen. Im Mai 1945 kehrte ein Großteil der zuvor geflüchteten Bevölkerung zurück. Im Juli 1946 wurde die deutsche Bevölkerung des Ortes über den Bahnhof von Leobschütz vertrieben. 1947 wurde der Ort in Nowa Cerekwia umbenannt. 1950 wurde Nowa Cerekwia der Woiwodschaft Opole zugeteilt. 1999 wurde es Teil des wiedergegründeten Powiat Głubczycki.

### Bieskau

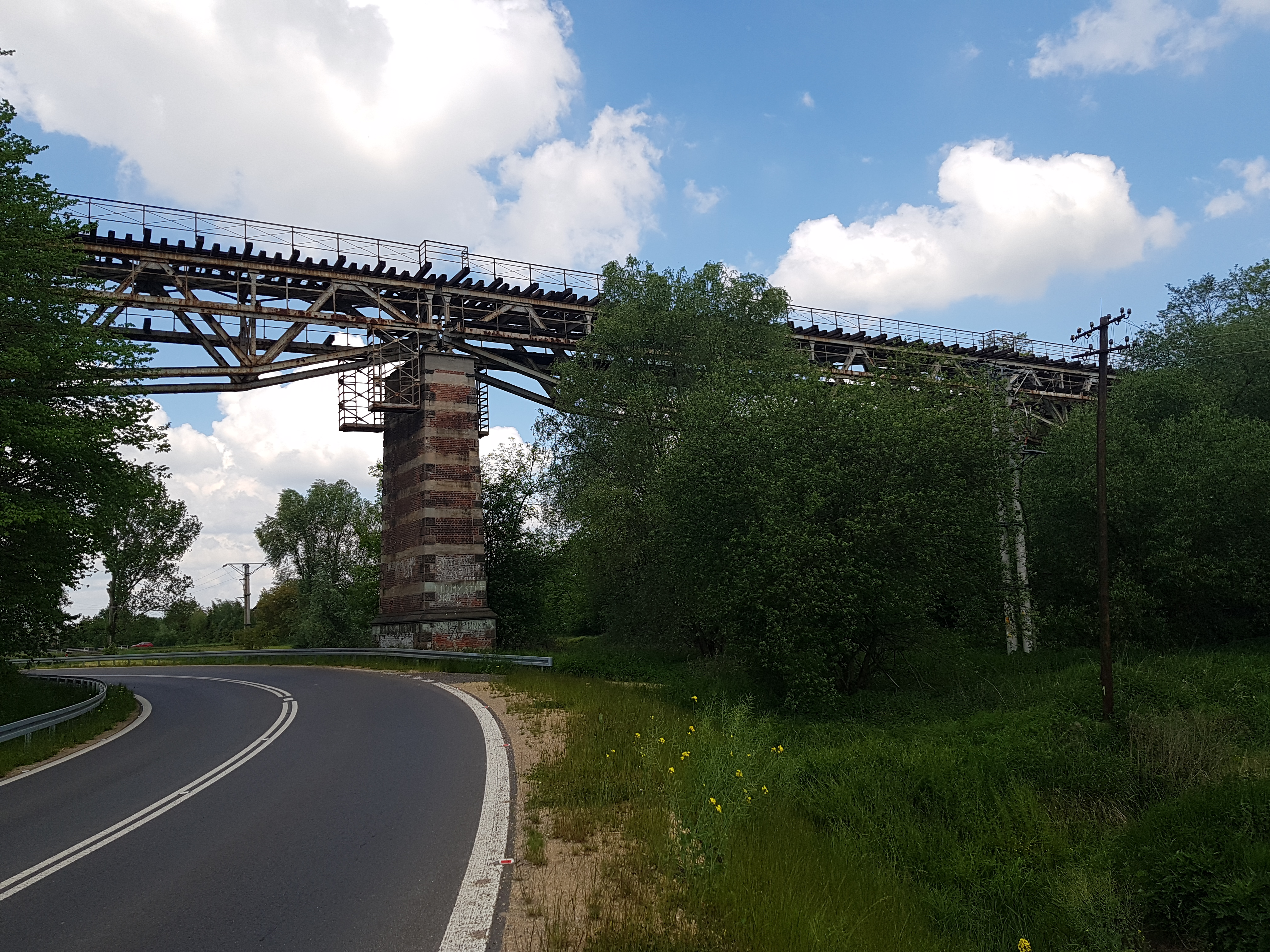
Ehemaliges Bahnviadukt

Bieskau (tschechisch Bezdjekow) bildete bis 1937 eine eigenständige Landgemeinde. Am 1. April 1937 wurden Deutsch Neukirch und Bieskau zur Gemeinde Altstett zusammen gelegt. Der Ort liegt südöstlich von Deutsch Neukirch. Heute handelt es sich um einen nicht offiziellen Ortsteil von Nowa Cerekwia, welcher keinen offiziellen Amtsnamen trägt.
Das Angerdorf wurde 1331 erstmals als villa Besdcaw in Oppauiensi terra sita erwähnt. 1352 sowie 1358 erfolgte eine Erwähnung als villa Bescav vulgariter dicta prope Civitatem Nouamecclesiam. 1377 wurde der Ort als Besdechaw, 1423 als Bezdzecow sowie 1467 als Besdirkow erwähnt. Der Ortsname leitet sich vom Personennamen Bezdjek ab, das Dorf des Bezdjek.
Nach dem Ersten Schlesischen Krieg 1742 fiel Bieskau mit dem größten Teil Schlesiens an Preußen.
Nach der Neuorganisation der Provinz Schlesien gehörte die Landgemeinde Bieskau ab 1816 zum Landkreis Leobschütz im Regierungsbezirk Oppeln. 1845 bestanden im Dorf eine Brennerei und 145 Häuser. Im gleichen Jahr lebten in Bieskau 789 Menschen, davon vier evangelisch. Eingeschult und eingepfarrt waren die Bewohner nach Deutsch Neukirch. Zu Bieskau gehörte der Ortsteil Neu-Bieskau bzw. Kolonie Bieskau. 1861 zählte Bieskau 23 Bauern-, 16 Gärtner und 86 Häuslerstellen. Ab 1874 gehörte Bieskau zum Amtsbezirk Deutsch Neukirch. 1885 zählte Bieskau 1011 Einwohner.
Bei der Volksabstimmung in Oberschlesien am 20. März 1921 stimmten in Bieskau 677 Personen für einen Verbleib bei Deutschland und 3 für Polen. Bieskau verblieb wie der gesamte Stimmkreis Leobschütz beim Deutschen Reich.
Der kleine Potich-Bach fließt durch Bieskau und mündet hier in die Troja.

## Sehenswürdigkeiten

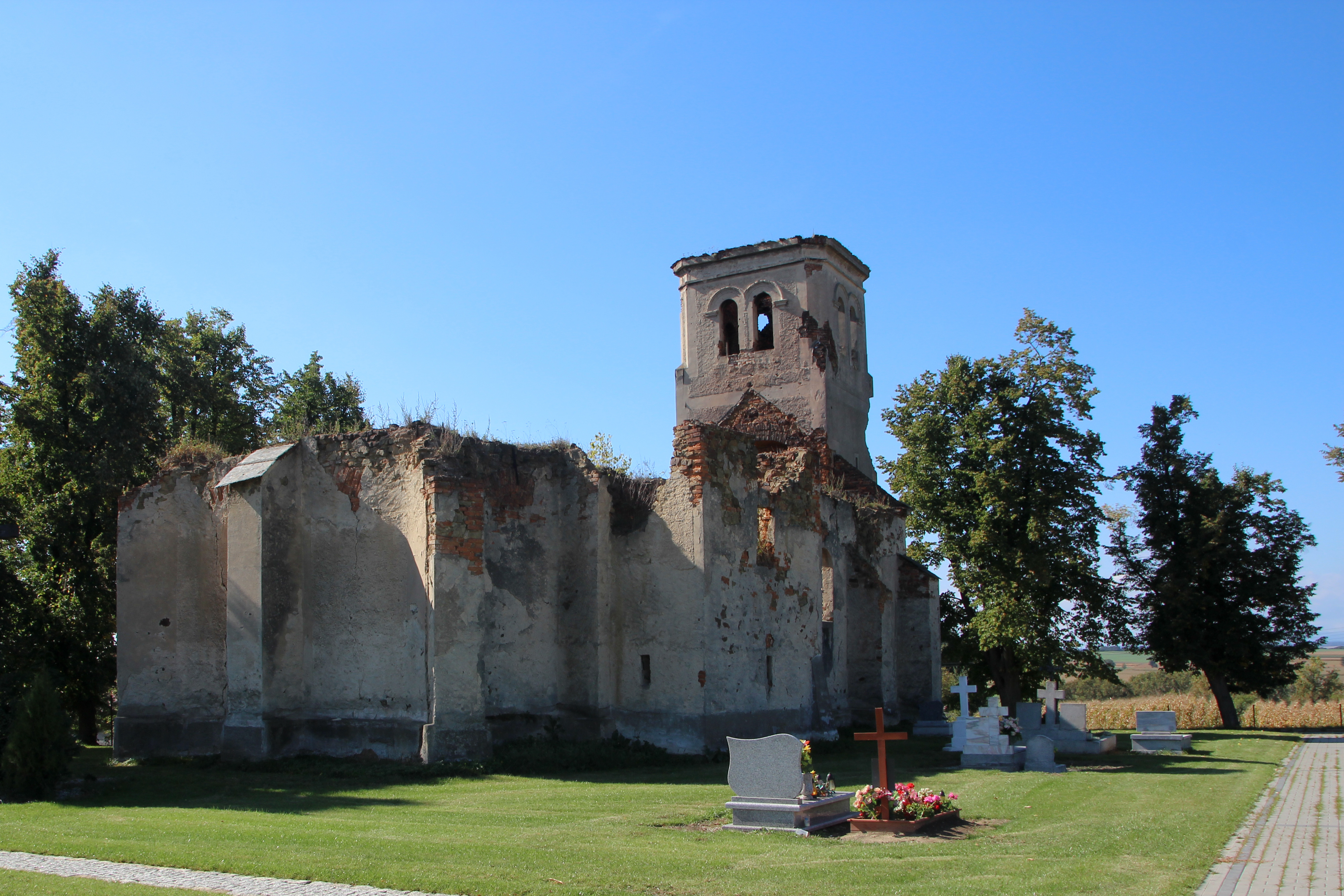
Ruine der Kirche St. Wenzel

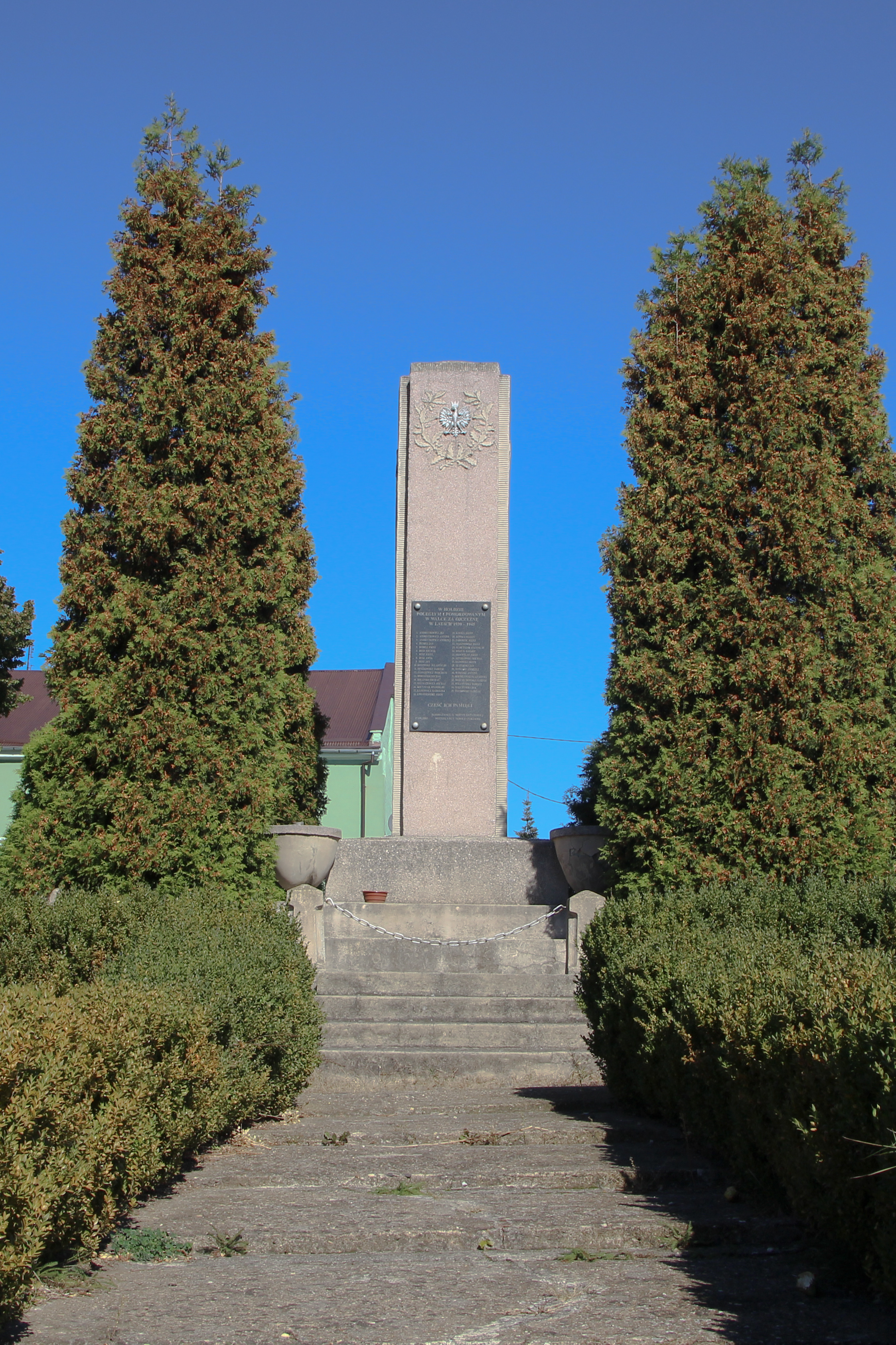
Gefallenendenkmal am Ring

- Die römisch-katholische Kirche St. Peter und Paul (poln. Kościół św. Piotra i św. Pawła) wurde zwischen 1786 und 1788 unter Pfarrer Anton Proske im barocken Stil erbaut. Bereits seit dem 13. Jahrhundert bestand hier ein Kirchenbau, welcher 1234 erstmals erwähnt wurde. Der Kirchenbau wurde im März 1945 teilweise zerstört. Durch Brandbomben wurde der Turm sowie der Dachstuhl zerstört. Der Kirchenbau steht seit 1959 unter Denkmalschutz.[9]
- Die römisch-katholische Begräbniskirche St. Wenzel (poln. Kościół cmentarny św. Wacława) wurde 1688 im barocken Stil erbaut. 1945 wurde der Kirchenbau zerstört. Bis heute sind lediglich die Außenmauern erhalten geblieben. Diese stehen seit 1965 unter Denkmalschutz.[9]
- Das Schloss Deutsch Neukirch stammt aus dem 15. Jahrhundert. Bis heute haben sich lediglich die Außenmauern erhalten. Diese stehen seit 1964 unter Denkmalschutz.[9]
- Ring mit Bürgerhäusern
- Denkmal für die Gefallenen des Ersten Weltkriegs
- Bahnviadukt aus dem Jahr 1907 über die Troja
- Heidrichskapelle
- Wegekapelle
- Steinerne Wegekreuze

## Vereine
- Freiwillige Feuerwehr OSP Nowa Cerekwia
- Sportverein Pionier Nowa Cerekwia